# Josef Alois Jüstel
Josef Alois Jüstel, politik in moralni teolog * 7. februar 1765, Leitmeritz, † 7. april 1858, Dunaj.
Leta 1788 je bil Jüstel posvečen za duhovnika. 1783 je postal doktor filozofije, leta 1790 pa doktor teologije in profesor za moralno teologijo. 
Od leta 1798 do 1814 je bil Jüstel direktor univerzitetne knjižnice v Gradcu, ki je bila takrat bolj znana kot licejska knjižnica. Leta 1803 je postal referent za šolstvo na Štajerskem, leta 1815 pa dvorni svetnik. Leta 1823 in leta 1839 je bil rektor dunajske univerze.